# Ejegayehu Dibaba
Ejegayehu Dibaba (amh. አጀጋየሁ ዲባባ, ur. 21 marca 1982 w Chefe) – etiopska lekkoatletka, biegaczka długodystansowa, srebrna medalistka olimpijska z Aten w biegu na 10 000 metrów, uczestniczka igrzysk olimpijskich w Pekinie, dwukrotna brązowa medalistka mistrzostw świata z Helsinek na 5000 metrów i 10 000 metrów. 
Jej siostrami są Tirunesh Dibaba i Genzebe Dibaba, również lekkoatletki.

## Osiągnięcia
- brązowy medal mistrzostw Afryki (bieg na 5000 m, Tunis 2002)
- 4 medale mistrzostw świata w przełajach:
  - Lozanna 2003 – srebrny medal w drużynie (krótki dystans)
  - Bruksela 2004 – złoto w drużynie (krótki dystans)
  - Bruksela 2004 – srebrny medal indywidualnie (długi dystans)
  - Bruksela 2004 – złoto w drużynie (długi dystans)
- złoto igrzysk afrykańskich (bieg na 10 000 m, Abudża 2003)
- srebrny medal igrzysk olimpijskich (bieg na 10 000 m, Ateny 2004)
- 3. miejsce podczas Światowego Finału IAAF (bieg na 5000 m, Monako 2004)
- dwa brązowe medale mistrzostw świata (Helsinki 2005, bieg na 5000 m i bieg na 10 000 m)
- 3. lokata na Światowym Finale IAAF (bieg na 5000 m, Monako 2005)
- srebro mistrzostw Afryki (bieg na 10 000 m, Addis Abeba 2008)

## Rekordy życiowe
- 3000 m – 8:35,94 (2006)
- 5000 m – 14:32,74 (2004)
- 10 000 m – 30:18,39 (2005)
- maraton – 2:22:09 (2011)
- 2000 m (hala) – 5:39,1 (2008)[1]
- 3000 m (hala) – 8:36,59 (2008)
- 5000 m (hala) – 14:58,25 (2005)